# Bourges 18
Ne doit pas être confondu avec Bourges Football Club.
Maillots
Actualités
Le Bourges 18 est un ancien club de football français fondé en 2008 et basé à Bourges (Cher) en région Centre-Val de Loire. Il est issu de la fusion entre le FC Bourges et du Bourges-Asnières 18.
Le Bourges 18 dispute ses matchs à domicile au stade Jacques-Rimbault, et y évolue en bleu et rouge. Il évolue en National 2 pour la saison 2020-2021.
En 2021, le Bourges 18 fusionne avec le Bourges Foot, autre club de National 2. Les clubs deviennent alors le Bourges Foot 18, renommé en 2024 Bourges Football Club.

## Histoire

### Genèse: le FC Bourges
Le Football Club de Bourges est fondé en 1966 d'une fusion entre deux clubs de la ville et démarre en Division d'honneur qu'il remporte dès la première saison. Montée en CFA, le club intègre la Division 2 Open en 1970 où elle se maintient jusqu'en 1976. Le FCB descend ensuite jusqu'en Division 4. Remonté en D3 en 1981, il attend cinq saisons avant de jouer la montée et un retour en D2. Suivent un aller-retour et trois nouvelles saisons au troisième échelon à jouer le titre.
En 1990, une nouvelle montée en seconde division survient et l'équipe s'y maintient quatre saisons dont la dernière avec la nouvelle formule professionnelle d'une seule poule à 22 clubs. Pendant cette période, le club réalise ses deux meilleures parcours en Coupe de France avec une seizième puis un huitième de finale en 1991 puis 1992.
Suivent deux relégations consécutives puis une remontée en National 1 durant la saison 1997-1998 de National avant la liquidation judiciaire. Reparti en DH et renommé FC Bourges 18, l'équipe remonte en CFA en deux ans, s'y maintient trois saisons avant la disparition du club entier.
Le FCB est un temps l'équipe phare de la région Centre avec une position proche de l'élite. Mais il reste dans l'histoire, le premier club amateur à déposer le bilan. Il dispute ses matchs à domicile au stade Séraucourt puis au stade Jacques-Rimbault, et y évolue en blanc et bleu.

### Redémarrage et promotions rapides (2005-2011)
Le nouveau « Bourges Football Olympique Club » repart en Division d'honneur régionale (DHR, second échelon régional) sans avoir le droit de remonter au niveau national avant la saison 2007-2008.
Début 2006, le club change à nouveau de nom et devient « Bourges Football ». Il commence le championnat par quatre victoires en autant de rencontres. Un an après le désastre du FCB, le club décroche deux accessions lors de sa première saison 2005-2006 : les seniors montent en Division d'Honneur et les U13 accèdent au niveau national.
Pour l'exercice 2006-2007, l'entraîneur-joueur Laurent Di Bernardi garde ce double rôle et vise le haut de tableau de DH malgré l'interdiction de monter. Le promu berruyer termine à la huitième place de Division d'Honneur Centre, qui compte quatorze équipes.
Pour la saison 2007-2008, un recrutement digne d’une équipe de niveau national est effectué. Le Bourges Football ambitionne la montée en CFA 2 avec une équipe modifiée de manière importante à l’intersaison. Mais celle-ci échoue à la quatrième place de DH Centre.
En 2008, le BF fusionne avec Bourges Asnières 18 et donne naissance au Bourges 18. Fondée en 1956, l'ex-AS Asnières évolue alors en Division d'honneur depuis 2000. Pour sa première saison, le club décroche le titre de champion de Division d'Honneur et la montée en CFA 2.
Pour la saison 2009-2010, le club termine 12e du groupe G de CFA 2, les 66 points récoltés le plaçant à une seule unité du premier relégable. En février 2010, Thierry Pronko prend la présidence du Bourges 18.
L'exercice 2010-2011 est à nouveau laborieux. Après un bon début de championnat, l'équipe termine à la treizième place de sa poule et se maintient à l'arraché.

### Candidat à la montée en CFA (2011-2015)
Lors de la saison 2011-2012, le club ne réalise pas de meilleures performances, terminant à la 13e place, encore une fois à un point du premier relégable. En Coupe de France, le club atteint le sixième tour et y reçoit l'équipe de Ligue 2 d'Istres (0-3).
Au terme de la saison 2012-2013 terminée à une belle 4e place, Thierry Pronko se retire de la présidence. Jean-Marie Apert, retraité du Trésor public et ex-membre de la commission des comptes de la Ligue du Centre de football, est appelé pour le remplacer.
Lors de la saison 2013-2014, le club joue le haut de tableau de CFA 2. Lors de la dernière journée, il est même promu en CFA durant vingt minutes en menant contre l'équipe réserve de l'AS Saint-Étienne avant de finir l'exercice à la 4e place.
Pour l'exercice 2014-2015, l'entraîneur de l'équipe réserve, Sébastien Dubroca, prend la tête de l'équipe à la suite du départ de Laurent Di Bernardo. Dubroca mène l'équipe à la cinquième place de la poule F de CFA 2, à onze points de la première place.

### Stagnation en CFA 2 (2015-2019)
En 2015-2016, Bourges 18 fait moins bien et est loin de parler de montée. L'équipe échoue à la septième place du groupe B, à 25 points de la promotion et seulement cinq de la relégation au niveau régional. En Coupe de France, l'équipe atteint le septième tour après avoir éliminé LB Châteauroux, club de National, aux tirs au but à l'étape précédente.
Sur la saison 2016-2017, les résultats ne sont pas meilleurs. Toute la saison, les Berruyers s’efforcent de produire du jeu. Avec succès, parfois, comme lors des deux succès face au futur second, Le Mans FC. Et parfois sans réussite avec deux séries à quatre défaites consécutives. L'équipe termine à la onzième place finale de la poule B, à seulement trois points de la dernière place, seule relégable.
Lors de l'exercice 2017-2018, la CFA 2 laisse place au National 3 et ses poules régionales. Bourges 18 voit son voisin de Bourges Foot le rejoindre en cinquième division. Les résultats sont à nouveau mitigés avec la sixième place obtenue à 24 points de la montée et dix-sept de la relégation.
En 2018-2019, le B18 voit Bourges Foot remporter la poule Centre-Val de Loire tandis que le B18 peine toujours en milieu de tableau avec une huitième position finale, à neuf unités d'un retour en régional. En Coupe de France, le club atteint le sixième tour et y reçoit le Tours FC (D3, 0-2).
Pour la saison 2019-2020, alors second de sa poule de National 3 à onze points du Tours FC, Noël Le Graët, président de la FFF, annonce l'annulation des championnats amateurs, en pleine crise de coronavirus. Selon le quotient nombre de points obtenus par nombre de matchs joués, le B18 garde cette deuxième place, insuffisante pour accéder en National 2. Mais le Tours FC se voit interdit de promotion pour raison financière et Bourges prend sa place. La ville possède alors deux clubs en N2 avec le Bourges Foot,. Le nouveau maire Yann Galut, élu au printemps 2020, demande la fusion des deux clubs phares de la Préfecture du Cher. En avril 2021, les deux clubs sont dissous pour donner le Bourges Foot 18. Avec une subvention de 500 000 euros dès la saison 2021-2022. Le projet est de redonner ses lettres de noblesse au football berruyer qui a connu la deuxième division nationale dans les années 1980 et 1990.

## Résultats sportifs

### Titres et trophées
| Compétitions régionales et locales |
| --- |
| - Division d'Honneur Centre (1) - Champion : 2009 - Coupe du Centre (2) - Vainqueur : 2013 et 2014 - Finaliste : 2015 - Coupe du Cher (1) - Vainqueur : 2011 - Coupe du Berry - Finaliste : 2011 |

## Structures du club

### Identité et image

#### Historique des couleurs
À son démarrage, le Bourges 18 adopte les couleurs bleu et rouge qui se partagent la moitié du maillot ainsi que le short et les chaussettes. En 2019-2020, le Bourges 18 évolue à domicile en maillot bleu et rouge, short bleu et bas rouges. À l'extérieur, il joue avec un maillot noir et doré, short noir et bas noirs.
|  | Saison 2009-2010 |  | 2019-2020 domicile |  | 2019-2020 extérieur |

#### Noms et logos
Le « Football Club de Bourges » est issu de la fusion en 1966 du « Foyer sportif Saint-François » et « Racing Club berruyer ». Après sa liquidation judiciaire en 1998, il est renommé « Football Club de Bourges 18 ». À la suite du dépôt de bilan du FCB18 en 2005, le « Bourges Football Olympique Club » renait des cendres.
Au bout d'un an, le premier est renommé Bourges Football. Puis, en 2008, la fusion entre ce dernier et le Bourges Asnières 18 donne naissance au Bourges 18. Bourges Asnières est radié de la Fédération française de football le 30 mai 2008.
| \| Football Club de Bourges (1966-1998) \| \| \| \| \| \| \| \| \| \| \| \| \| \| \| \| \| \| \| \| \| \| \| \| \| \| \| \| \| \| \| \| \| \| \| \| \| \| \| \| \| \| \| \| \| \| \| \| \| \| \| \| \| \| Football Club de Bourges 18 (1998-2005) \| \| \| \| \| \| \| \| \| \| \| \| \| \| \| \| \| \| \| \| \| \| \| \| \| \| \| \| \| \| \| \| \| \| \| \| \| \| \| \| \| \| \| \| \| \| \| \| \| \| \| \| \| \| Bourges FOC (2005-2006) \| \| \| \| \| \| \| \| \| \| \| \| \| \| \| \| \| \| \| \| \| \| \| \| \| \| \| \| \| \| \| \| \| \| \| \| \| \| \| \| \| \| \| \| \| \| \| \| \| \| \| \| \| \| Bourges Football (2006-2008) \| Bourges Football (2006-2008) \| Bourges Football (2006-2008) \| Bourges Football (2006-2008) \| Bourges Football (2006-2008) \| Bourges Football (2006-2008) \| \| \| AS Asnières (1956-2006) Bourges Asnières 18 (2006-2008) \| AS Asnières (1956-2006) Bourges Asnières 18 (2006-2008) \| AS Asnières (1956-2006) Bourges Asnières 18 (2006-2008) \| AS Asnières (1956-2006) Bourges Asnières 18 (2006-2008) \| AS Asnières (1956-2006) Bourges Asnières 18 (2006-2008) \| AS Asnières (1956-2006) Bourges Asnières 18 (2006-2008) \| \| \| \| \| \| \| \| \| \| \| \| \| \| Bourges Football (2006-2008) \| Bourges Football (2006-2008) \| Bourges Football (2006-2008) \| Bourges Football (2006-2008) \| Bourges Football (2006-2008) \| Bourges Football (2006-2008) \| \| \| AS Asnières (1956-2006) Bourges Asnières 18 (2006-2008) \| AS Asnières (1956-2006) Bourges Asnières 18 (2006-2008) \| AS Asnières (1956-2006) Bourges Asnières 18 (2006-2008) \| AS Asnières (1956-2006) Bourges Asnières 18 (2006-2008) \| AS Asnières (1956-2006) Bourges Asnières 18 (2006-2008) \| AS Asnières (1956-2006) Bourges Asnières 18 (2006-2008) \| \| \| \| \| \| \| \| \| \| \| \| \| \| \| \| \| \| \| \| \| \| \| \| \| \| \| \| \| \| \| \| \| \| \| \| \| \| \| \| \| \| \| \| \| Bourges 18 (2008-2021) \| \| \| \| \| \| \| \| \| \| \| \| \| \| \| \| \| \| \| \| \| \| | - Logo du Bourges Football (2006-2008) - Logo du Bourges 18 (2008-2021) |                              |                              |                              |                              |  |  |                                                         |                                                         |                                                         |                                                         |                                                         |                                                         |  |  |  |  |  |  |  |  |  |  |  |  |
| Football Club de Bourges (1966-1998) |                                                                         |                              |                              |                              |                              |  |  |                                                         |                                                         |                                                         |                                                         |                                                         |                                                         |  |  |  |  |  |  |  |  |  |  |  |  |
| |                                                                         |                              |                              |                              |                              |  |  |                                                         |                                                         |                                                         |                                                         |                                                         |                                                         |  |  |  |  |  |  |  |  |  |  |  |  |
| Football Club de Bourges 18 (1998-2005) |                                                                         |                              |                              |                              |                              |  |  |                                                         |                                                         |                                                         |                                                         |                                                         |                                                         |  |  |  |  |  |  |  |  |  |  |  |  |
| |                                                                         |                              |                              |                              |                              |  |  |                                                         |                                                         |                                                         |                                                         |                                                         |                                                         |  |  |  |  |  |  |  |  |  |  |  |  |
| Bourges FOC (2005-2006) |                                                                         |                              |                              |                              |                              |  |  |                                                         |                                                         |                                                         |                                                         |                                                         |                                                         |  |  |  |  |  |  |  |  |  |  |  |  |
| |                                                                         |                              |                              |                              |                              |  |  |                                                         |                                                         |                                                         |                                                         |                                                         |                                                         |  |  |  |  |  |  |  |  |  |  |  |  |
| Bourges Football (2006-2008) | Bourges Football (2006-2008)                                            | Bourges Football (2006-2008) | Bourges Football (2006-2008) | Bourges Football (2006-2008) | Bourges Football (2006-2008) |  |  | AS Asnières (1956-2006) Bourges Asnières 18 (2006-2008) | AS Asnières (1956-2006) Bourges Asnières 18 (2006-2008) | AS Asnières (1956-2006) Bourges Asnières 18 (2006-2008) | AS Asnières (1956-2006) Bourges Asnières 18 (2006-2008) | AS Asnières (1956-2006) Bourges Asnières 18 (2006-2008) | AS Asnières (1956-2006) Bourges Asnières 18 (2006-2008) |  |  |  |  |  |  |  |  |  |  |  |  |
| Bourges Football (2006-2008) | Bourges Football (2006-2008)                                            | Bourges Football (2006-2008) | Bourges Football (2006-2008) | Bourges Football (2006-2008) | Bourges Football (2006-2008) |  |  | AS Asnières (1956-2006) Bourges Asnières 18 (2006-2008) | AS Asnières (1956-2006) Bourges Asnières 18 (2006-2008) | AS Asnières (1956-2006) Bourges Asnières 18 (2006-2008) | AS Asnières (1956-2006) Bourges Asnières 18 (2006-2008) | AS Asnières (1956-2006) Bourges Asnières 18 (2006-2008) | AS Asnières (1956-2006) Bourges Asnières 18 (2006-2008) |  |  |  |  |  |  |  |  |  |  |  |  |
| |                                                                         |                              |                              |                              |                              |  |  |                                                         |                                                         |                                                         |                                                         |                                                         |                                                         |  |  |  |  |  |  |  |  |  |  |  |  |
| |                                                                         |                              |                              | Bourges 18 (2008-2021)       |                              |  |  |                                                         |                                                         |                                                         |                                                         |                                                         |                                                         |  |  |  |  |  |  |  |  |  |  |  |  |

### Aspects juridiques et financiers

#### Statut du club et des joueurs
Le Bourges 18 est fondé le 21 mai 2008 en tant que club sportif, régi par la loi sur les associations établie en 1901. Le club est affilié sous le n°53611 à la Fédération française de football. Il appartient de plus à la Ligue du Centre de football et au district départemental du Cher. Son siège est situé au stade Jacques-Rimbault à Asnières-lès-Bourges.
Les joueurs ont soit un statut bénévole, amateur ou de semi-professionnel sous contrat fédéral. En 2013-2014, certains joueurs en reconversions professionnelles sont sous contrats d'avenir.

#### Éléments comptables
Pour le redémarrage du club en 2005, le nouveau Bourges FOC ne compte que seize sponsors privés ou semi-privés. Devant l'ampleur de la catastrophe financière, le football berruyer fait appel à La Berrichonne de Châteauroux, pourtant rival local du FC Bourges, pour se sortir du gouffre. Patrick Le Seyec, Patrick Trotignon et Bruno Allègre sont de ceux qui apportent leurs connaissances pour que le football revive à Bourges. En 2006, un an après le naufrage du FCB, le club dénombre environ trente-cinq partenaires.
Pour la saison 2015-2016, le Bourges 18 possède un budget d'un demi-million d'euros.
À la suite de sa montée soudaine en National 2 2020-2021 au profit du Tours FC, le Bourges 18 présente ses comptes à la DNCG qui autorise l'accession en N2 avec encadrement de la masse salariale.

### Stade Jacques-Rimbault
Ce stade municipal a une capacité de 13 000 places, dont 7 500 assises et 5 500 debout. Il est constitué d'une tribune couverte d'environ 3 000 places avec vestiaires, sanitaires, salle de musculation et de massage, loges, buvettes, salons, et de trois autres tribunes sous forme de gradins avec deux autres buvettes. Il est homologué pour la catégorie A de la FFF. Le complexe est aussi équipé d'un terrain stabilisé éclairé, d'un terrain engazonné éclairé avec vestiaire, sanitaires, tribune et buvette, et de deux terrains d'entrainement engazonnés et éclairés. Il se situe Chemin des Grosses Plantes, au nord de Bourges.
En 1993, les services de la ville découvrent des anomalies de construction. Un litige et un procès opposent alors la municipalité de Serge Lepeltier aux entreprises qui ont construit le stade. La plainte, déposée en octobre 2002 contre le cabinet d'architectes, mais aussi contre deux entreprises, va suivre son cours. Fissures, rouilles, étanchéité, etc. Expertise et contre-expertises, et enfin en septembre 2007, le tribunal tranche : la ville sera remboursée.

## Personnalités du club

### Présidents
| Période   | Nom              |
| --------- | ---------------- |
| 2005-2010 | Marc Butet       |
| 2010-2013 | Thierry Pronko   |
| 2013-2015 | Jean-Marie Apert |
| 2015-2021 | Olivier Rigolet  |

À la suite du dépôt de bilan du FC Bourges, sous l'impulsion de quelques volontaires autour d'un des directeurs de MBDA France, Marc Butet, le club est réformé. Il repart en deuxième division régionale mais les écoles de football sont préservées. En 2008, il reste à la tête du nouveau Bourges 18, à la suite de la fusion donnant le Bourges 18. L'année suivante, après avoir remonté le club en CFA 2, Marc Butet doit prendre du recul,,. Il revient au comité directeur pour la saison 2011-2012.
En février 2010, le chef d'entreprise Thierry Pronko prend la présidence du Bourges 18 pour rendre service au club. Il est auparavant président du Vierzon Foot 18 durant douze saisons et se donne comme objectif d'intégrer le CFA dans les deux ou trois ans. Au terme de la saison 2012-2013, Thierry Pronko se retire de la présidence après trois ans et demi d'exercice. La force du club durant son passage est la qualité des éducateurs. Le club est alors sain financièrement et bien structuré administrativement. 
Jean-Marie Apert, retraité du Trésor public, prend la présidence du B18. Président d'Asnières de 1997 à 2002 puis membre de la commission régionale des comptes de la Ligue du Centre de 2003 à 2009 (décentralisation de la DNCG), Apert est alors président du FC Saint-Doulchard depuis 2011. Il vise lui aussi la montée en CFA. Début juin 2015, Jean-Marie Apert annonce au conseil d'administration du club sa volonté de mettre fin à sa mission pour raisons personnelles.
Président-délégué depuis la prise de fonction d'Apert, Olivier Rigolet (47 ans) accepte de lui succéder « parce que j'aime le club et j'aimerais le faire évoluer ». Ancien d'Asnières et ex-footballeur, il est responsable des ventes dans le civil. Ses objectifs sont de « Faire une belle affiche en Coupe de France (...). L'idéal serait de réussir à monter en CFA puis en National, mais ça ne tient pas à grand-chose. Il faudrait y arriver dans les 5 à 6 ans ».

### Entraîneurs
| Période   | Nom                 |
| --------- | ------------------- |
| 2005-2008 | Laurent Di Bernardo |
| 2008-2011 | Stéphane Drici      |
| 2011-2014 | Laurent Di Bernardo |
| 2014-2017 | Sébastien Dubroca   |
| 2017-2018 | Dominique Bougras   |
| 2018-2021 | Youcef Benghourieb  |

Après avoir joué au FC Bourges en Division 2 (1992-1995) puis d'y être revenu terminer sa carrière de 2002 jusqu'à la disparition du club, Laurent Di Bernardo devient entraîneur-joueur du nouveau Bourges Football. Il permet à l'équipe de monter en Division d'honneur dès la première année puis la maintient dans l'élite régionale les deux suivantes.
À la création du Bourges 18, Laurent Di Bernardo prend le rôle de directeur technique/coordinateur sportif. Ancien joueur du FC Bourges en D3 à la fin des années 1980, Stéphane Drici est le premier entraîneur du B18. En trois ans, il connaît une montée en CFA 2 et deux maintiens laborieux. Au terme de la saison 2010-2011 voyant le club se maintenir de justesse, Drici démissionne de son poste d'entraîneur de l'équipe première du Bourges 18. En 2019, il rejoint Laurent Di Bernardo au Bourges Foot en N2. 
À l'été 2011, Laurent Di Bernardo lui succède et son poste de coordonnateur technique est supprimé. Il permet au club de disputer le haut de tableau avec une troisième place en 2011-2012 puis deux quatrième position. Début juin 2014, une semaine après avoir manqué de peu l'accession en CFA, Laurent Di Bernardo annonce à ses dirigeants qu'il veut mettre fin à leur coopération. Il déclare ne plus être en adéquation avec le fonctionnement et les moyens du club,. Il entraîne ensuite le club de Bourges Foot qu'il fait monter en National 2 en 2019. 
Les dirigeants du Bourges 18 opte pour la promotion interne. Sébastien Dubroca, ancien joueur du club et entraîneur de l'équipe réserve depuis cinq saisons, qui prend la gestion du groupe. Dans la continuité, il obtient la cinquième place de CFA2 2014-2015. Après la septième place l'année suivante, Dubroca apprend qu'il ne sera pas conservé trois matchs avant la fin de la saison 2016-2017, alors que l'équipe n'a toujours pas obtenu son maintien malgré l'unique place de relégable. Il rebondit à La Berrichonne de Châteauroux où il prend la tête de l'équipe réserve.
La volonté du président est d'apporter un œil neuf, extérieur au département et à la région. Dominique Bougras (58 ans) est choisi pour le poste. Il porte auparavant une vingtaine d'années les couleurs de la Berrichonne de Châteauroux en tant que joueur puis éducateur et passe par les centres de formation du RC Lens et de Sedan. Sixième de la première édition de National 3 à poule régional, Bougras n'est pas conservé.
Youcef Benghourieb prend place sur le banc du B18. À 36 ans, il quitte le club voisin de l'ES Bourges Moulon après onze années, sur une montée en Régional 2 et une victoire historique en Coupe du Cher. Après une huitième place la première année, son équipe est deuxième à l'arrêt de la saison 2019-2020 et accède en National 2.

### Joueurs remarquables

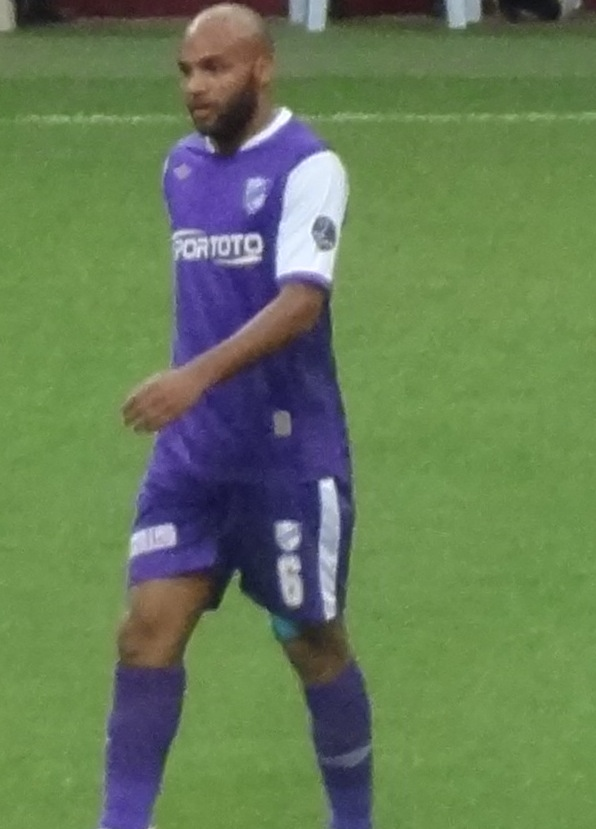
Dalmat commence son après-carrière à Bourges en 2016.

Dès le redémarrage du club en 2005, ce dernier voit arriver Jonathan Rivas dans ses équipes de jeunes. Après deux saisons, il part pour le Chamois niortais FC. Morgan Sanson arrive au même moment, reste quatre saisons et rejoint Le Mans FC. En 2007, Baptiste Santamaria arrive au B18 et, après quatre années, part pour le Tours FC où il devient professionnel.
À l'inter-saison 2009, Dominique Wacalie arrive au Bourge 18 et passe les deux premières saisons du club en CFA 2. Parti en 2011, il devient ensuite international néo-calédonien. En décembre 2009, sans club professionnel, Vincent Bernardet intègre l'effectif du Bourges 18, promu en CFA 2. L'équipe est en difficulté mais il participe à son maintien en CFA 2 à l'issue de la saison et s'engage avec Beauvais en National. 
Début 2014, l'international malgache Claudio Ramiadamanana passe deux mois au club.
En 2016, Wilfried Dalmat arrête sa carrière professionnelle et vient jouer au Bourges 18. Il reste un petit peu plus de trois saisons, le temps de marque 22 buts en 67 matchs de CFA 2, débute en équipe de Saint-Martin de football et quitte le club en octobre 2019.

## Autres équipes

### Équipe réserve
Dès la première saison 2005-2006 du club, l'équipe réserve évolue en Promotion de Ligue (quatrième et dernier échelon régional) et manque la montée en Promotion d'honneur.
Au terme de la saison 2013-2014, l'équipe C qui descend en deuxième division départementale tandis que la réserve, emmenée par Sébastien Dubroca qui prend ensuite la tête de l'équipe A, est promue en Division d'honneur, un seul niveau sous l'équipe fanion.

### Section jeunes
Dès la première saison 2005-2006 du club, l'équipe U13 termine deuxième de Division d'honneur avec les meilleures attaque et défense et accède au championnat fédéral 14 ans.

### Section féminine
Fondé sous le FC Bourges, la section féminine est une des plus anciennes de la Ligue du Centre de football. Fin des années 2000, le FCB évolue en Division d'Honneur et Steve Descazals prend le groupe en main. Les filles accèdent en Division 3 avec un très bon groupe composé de filles d'expérience dans le milieu du foot. Mais par manque de considération du club, le groupe prend la décision de tout arrêter.
Une saison blanche se passe puis Régis Lambert décide de créer une équipe féminine à 11, qui débute en PH. Les filles de Bourges et d'Asnières ne font qu'une seule et même équipe. Elles accèdent en DH pour le compte de Bourges mais ce sont les filles d'Asnières qui obtiennent cette montée. Sandrine Jacquet, ex-joueuse de l'US Orléans, décide alors de raccrocher les crampons et prend la gestion de l'équipe après y être arrivée en tant que joueuse quelques années plus tôt.
En 2013, les berruyères entrainées par Sandrine Jacquet sont vice-championnes de DH Centre. En novembre de la même année, la section reçoit le Label École féminine de football en l'honneur du travail réalisé par toute l'équipe responsable du football féminin au club.
| Compétitions régionales                                                                | Compétitions locales                                                                   |
| -------------------------------------------------------------------------------------- | -------------------------------------------------------------------------------------- |
| - Division d'Honneur Centre (3) - Champion : 2012, 2016 et 2020 - Vice-champion : 2013 | - Coupe du Cher à 11 (1) - Vainqueur : 2015 - Coupe du Cher à 8 (1) - Vainqueur : 2014 |

Entraîneurs :
- 2003-2004 :  Hervé Minier
- 20??-20?? :  Steve Descazals
- 20??-20?? :  Régis Lambert
- Depuis 2009 :  Sandrine Jacquet

## Bourges dans la culture populaire

### Rivalités locales
En Division d'Honneur, le club croise le Bourges Avenir Club et le Bourges Asnières 18 (ex-AS Asnières), d'autres clubs de football dans ou autour de Bourges. Bourges Football rencontre également le Vierzon Foot 18, voisin du Cher, pendant trois saisons.
Pour la saison 2017-2018, le Bourges Foot (ex-Jeunes Bourges Nord) est promu dans le nouveau championnat de National 3 par poule géographique et rejoint le B18 en cinquième division. Dès l'exercice suivant, le club voisin remporte le championnat et accède en National 2, des tensions ont alors lieu entre les deux associations.
En juillet 2020, Yann Galut, élu maire en 2020, nomme un médiateur pour mener à bien une fusion entre les deux clubs nationaux de la ville : le Bourges Foot (N2) et le Bourges 18 (N3). Finalement, pour la saison 2020-2021, la ville de Bourges possède deux clubs en National 2 à la suite de la montée sur décision fédérale du B18. La ville totalise alors neuf clubs de football.

### Affluences
Avec pourtant une capacité de 8 000 places, le stade Jacques-Rimbault n'attire guère que quelques petites centaines de spectateurs pour venir voir jouer le Bourges 18,.
Pour la saison 2013-2014, le nombre d'entrées les jours de matchs de CFA2. augmente, passant de 900 lors de la saison 2012-2013 à 1611 spectateurs. Pour la dernière journée de championnat 2014-2015, il n'y a que 150 spectateurs pour 54 entrées payantes.